# Marcos Antonio Amaro dos Santos
Marcos Antonio Amaro dos Santos GCMM • GOMN • GOMA (Motuca, 25 de setembro de 1957) é um general de exército da reserva do Exército Brasileiro, atual Ministro-Chefe do Gabinete de Segurança Institucional da Presidência da República do Brasil. Foi Chefe do Estado-Maior do Exército e Chefe da Casa Militar da Presidência da República.

## Carreira militar

### Oficial
Ingressou na carreira militar em 4 de março de 1974, na Escola Preparatória de Cadetes do Exército, seguindo depois para a  Academia Militar das Agulhas Negras, onde foi declarado aspirante-a-oficial da Arma de Artilharia, em 15 de dezembro de 1980. Foi o primeiro colocado de sua turma e recebeu a Medalha Marechal Hermes de bronze com uma coroa.
Entre 1981 e 1983, serviu no 12.º Grupo de Artilharia de Campanha, em Jundiaí, sendo promovido a 2.º Tenente em 31 de agosto de 1981 e a 1.º Tenente em 25 de dezembro de 1982. Em seguida, retornou para a AMAN, como instrutor do Curso de Artilharia entre 1984 e 1986. Ascendeu ao posto de Capitão em 25 de dezembro de 1986. Entre 1987 e 1988, trabalhou no 31.º Grupo de Artilharia de Campanha (Escola), no Rio de Janeiro. Nesse período, realizou curso de Busca de Alvos nos Estados Unidos.
Em 1989, cursou a Escola de Aperfeiçoamento de Oficiais, sendo novamente o primeiro colocado de sua turma de artilharia, fazendo jus à Medalha Marechal Hermes de prata com duas coroas. Permaneceu como instrutor daquela Escola e realizou o Curso Avançado de Artilharia nos Estados Unidos da América.

### Oficial Superior
Foi promovido ao posto de Major em 31 de agosto de 1993 e realizou o curso de Altos Estudos Militares da Escola de Comando e Estado-Maior do Exército entre 1995 e 1996. Mais uma vez foi o primeiro colocado de sua turma, recebendo a Medalha Marechal Hermes de prata dourada com três coroas. Em seguida, serviu no Estado-Maior do Exército, em Brasília.
Foi designado para o Gabinete de Segurança Institucional da Presidência da República e promovido a Tenente Coronel em 31 de agosto de 1998. Na sequência, foi nomeado Adido Militar no Suriname.
Retornando ao Brasil, ascendeu ao posto de Coronel em 31 de agosto de 2004 e comandou a Escola Preparatória de Cadetes do Exército, em Campinas, entre 6 de dezembro de 2003 e 11 de dezembro de 2005. Em 2006, realizou o Curso de Política, Estratégia e Alta Administração do Exército, na Escola de Comando e Estado-Maior do Exército. Voltou, em seguida, a servir em Brasília.

### Oficial General
Promovido a General de Brigada em 31 de março de 2010, foi designado para comandar a 13.ª Brigada de Infantaria Motorizada, em Cuiabá. No final desse mesmo ano, retornou a Brasília como Secretário de Segurança Presidencial. Permaneceu por 5 anos nessa função, sendo promovido a General de Divisão em 31 de março de 2014. Com a transformação do Gabinete de Segurança Institucional da Presidência da República em Casa Militar da Presidência da República, foi nomeado seu Chefe.
Ao sair da Presidência da República, foi nomeado Comandante da 3.ª Divisão de Exército, em Santa Maria, tendo assumido o Comando em 19 de agosto de 2016. Permaneceu nessa função até 28 de março de 2018, sendo promovido a General de Exército em 31 de março desse mesmo ano. Em maio de 2019, foi promovido pelo presidente Jair Bolsonaro ao grau de Grande-Oficial suplementar da Ordem do Mérito Naval.
Foi Secretário de Economia e Finanças do Exército de 1 de março de 2018 a 15 de agosto de 2019. Em seguida, foi Comandante Militar do Sudeste, entre 3 de julho de 2019 e 28 de abril de 2020. Nesse período, foi promovido ao grau de Grande-Oficial da Ordem do Mérito Aeronáutico.
Foi Chefe do Estado-Maior do Exército de 3 de abril de 2020 a 5 de maio de 2022, quando foi transferido para a reserva.
Admitido à Ordem do Mérito Militar em 2000 no grau de Cavaleiro, foi promovido a Oficial em 2005, a Comendador em 2010, a Grande-Oficial em 2014 e a Grã-Cruz em 2018.

## Atividade na reserva
De acordo com a Folha de S.Paulo, após sair da reserva, Amaro trabalhou por quase um ano como assessor da presidência do grupo financeiro Alfa e deixou o cargo após receber um convite para presidir o Conselho de Administração da Poupex, associação de poupança e empréstimo do Exército.
Em 3 de maio de 2023 foi nomeado para ocupar o cargo de Ministro-Chefe do Gabinete de Segurança Institucional da Presidência da República, após a renúncia do ex-ministro Gonçalves Dias, substituindo o interino Ricardo Capelli.

## Condecorações[26]
- Ordem do Mérito Militar - Grã Cruz
- Ordem do Mérito da Advocacia-Geral da União - Grã Cruz
- Ordem de Rio Branco - Grã Cruz
- Ordem do Mérito da Defesa - Grande Oficial
- Ordem do Mérito Naval - Grande Oficial
- Ordem do Mérito Aeronáutico - Grande Oficial
- Ordem do Mérito Judiciário Militar - Alta Distinção
- Medalha Militar de Ouro - com Passador de Platina
- Medalha do Pacificador
- Medalha Exército Brasileiro
- Medalha Soldado do Silêncio
- Medalha Marechal Hermes - Prata Dourada com três coroas
- Ordem Nacional da Legião de Honra (França)
- Ordem ao Mérito do Exército (Venezuela)
- Medalha Militar para Méritos Especiais (Suriname)
- Medalha Francisco José de Caldas - Aplicação (Colômbia)